# Finales NBA 1952
Navigation
Finales 1951 Finales 1953
Les finales NBA 1952 concluent la saison 1951-1952 de la National Basketball Association(NBA). Les Knicks de New York de la division Est ont affronté les Lakers de Minneapolis de la division Ouest. Minneapolis ayant l'avantage du terrain.
Minneapolis a remporté le premier match et les équipes ont ensuite alterné victoires, Minneapolis gagnant le match décisif par une victoire de 17 points à domicile le vendredi 25 avril 1952.

## Résumé de la saison
| Champion de division | Qualifié pour les playoffs | Éliminé des playoffs |

| Division Est             | V  | D  | PCT  | GB |
| ------------------------ | -- | -- | ---- | -- |
| Nationals de Syracuse    | 40 | 26 | .606 | -  |
| Celtics de Boston        | 39 | 27 | .591 | 1  |
| Knicks de New York       | 37 | 29 | .561 | 3  |
| Warriors de Philadelphie | 33 | 33 | .500 | 7  |
| Bullets de Baltimore     | 20 | 46 | .303 | 20 |

| Division Ouest           | V  | D  | PCT  | GB |
| ------------------------ | -- | -- | ---- | -- |
| Royals de Rochester      | 41 | 25 | .621 | -  |
| Lakers de Minneapolis    | 40 | 26 | .606 | 1  |
| Olympians d'Indianapolis | 34 | 32 | .515 | 7  |
| Pistons de Fort Wayne    | 29 | 37 | .439 | 12 |
| Hawks de Milwaukee       | 17 | 49 | .258 | 24 |

### Tableau des playoffs
|  | Demi-finales de Division | Demi-finales de Division | Demi-finales de Division |                       |   | Finales de Division   | Finales de Division | Finales de Division |  |  | Finales NBA | Finales NBA        | Finales NBA |
|  |                          |                          |                          |                       |   |                       |                     |                     |  |  |             |                    |             |
|  | 1                        | Nationals de Syracuse    | 2                        |                       |   |                       |                     |                     |  |  |             |                    |             |
|  | 4                        | Warriors de Philadelphie | 1                        |                       |   |                       |                     |                     |  |  |             |                    |             |
|  | 4                        | Warriors de Philadelphie | 1                        |                       | 3 | Knicks de New York    | 3                   |                     |  |  |             |                    |             |
|  | Division Est             |                          |                          |                       | 3 | Knicks de New York    | 3                   |                     |  |  |             |                    |             |
|  |                          |                          | 1                        | Nationals de Syracuse | 1 |                       |                     |                     |  |  |             |                    |             |
|  | 3                        | Knicks de New York       | 1                        | Nationals de Syracuse | 1 | 2                     |                     |                     |  |  |             |                    |             |
|  | 3                        | Knicks de New York       |                          |                       |   | 2                     |                     |                     |  |  |             |                    |             |
|  | 2                        | Celtics de Boston        | 1                        |                       |   |                       |                     |                     |  |  |             |                    |             |
|  |                          |                          |                          |                       |   |                       |                     |                     |  |  | E3          | Knicks de New York | 3           |
|  |                          |                          | O2                       | Lakers de Minneapolis | 4 |                       |                     |                     |  |  |             |                    |             |
|  | 1                        | Royals de Rochester      | 2                        |                       |   |                       |                     |                     |  |  |             |                    |             |
|  | 4                        | Pistons de Fort Wayne    | 0                        |                       |   |                       |                     |                     |  |  |             |                    |             |
|  | 4                        | Pistons de Fort Wayne    | 0                        |                       | 2 | Lakers de Minneapolis | 3                   |                     |  |  |             |                    |             |
|  | Division Ouest           |                          |                          |                       | 2 | Lakers de Minneapolis | 3                   |                     |  |  |             |                    |             |
|  |                          |                          | 1                        | Royals de Rochester   | 1 |                       |                     |                     |  |  |             |                    |             |
|  | 2                        | Lakers de Minneapolis    | 1                        | Royals de Rochester   | 1 | 2                     |                     |                     |  |  |             |                    |             |
|  | 2                        | Lakers de Minneapolis    |                          |                       |   | 2                     |                     |                     |  |  |             |                    |             |
|  | 3                        | Olympians d'Indianapolis | 0                        |                       |   |                       |                     |                     |  |  |             |                    |             |

## Résumé de la Finale NBA
| Match  | Date     | Équipe à domicile  | Résultat         | Équipe à l'extérieur |
| ------ | -------- | ------------------ | ---------------- | -------------------- |
| Game 1 | 12 avril | Minneapolis Lakers | 83–79 (OT) (1–0) | New York Knicks      |
| Game 2 | 13 avril | Minneapolis Lakers | 72–80 (1–1)      | New York Knicks      |
| Game 3 | 16 avril | New York Knicks    | 77–82 (1–2)      | Minneapolis Lakers   |
| Game 4 | 18 avril | New York Knicks    | 90–89 (OT) (2–2) | Minneapolis Lakers   |
| Game 5 | 20 avril | Minneapolis Lakers | 102–89 (3–2)     | New York Knicks      |
| Game 6 | 23 avril | New York Knicks    | 76–68 (3–3)      | Minneapolis Lakers   |
| Game 7 | 25 avril | Minneapolis Lakers | 82–65 (4–3)      | New York Knicks      |

## Équipes
| Effectif des Lakers de Minneapolis 1951-1952 |
| --- |
| 11 Lew Hitch • 12 Howie Schultz • 15 Joe Hutton • 16 Bob Harrison • 17 Jim Pollard • 18 Frank Saul • 19 Vern Mikkelsen • 20 Myer Skoog •22 Slater Martin • 99 George Mikan Entraîneur : John Kundla |

| Effectif des Knicks de New York 1951-1952 |
| --- |
| 6 George Kaftan • 7 Ray Lumpp • 8 Nathaniel Clifton • 9 Ernie Vandeweghe • 10 Max Zaslofsky • 11 Harry Gallatin • 12 Vince Boryla • 15 Al McGuire • 17 Jamie McKormix • 18 Connie Simmons Entraîneur : Joe Lapchick |